# Фёдоровка (Москаленский район)
Фёдоровка — деревня в Москаленском районе Омской области. Входит в состав Алексеевского сельского поселения.

## История
Основана в 1908 году. В 1928 году хутор состоял из 13 хозяйств, основное население — украинцы. В административном отношении — в составе Гольбштадтского сельсовета Москаленского района Омского округа Сибирского края.

## Население
| 1926 | 2010 |
| ---- | ---- |
| 83   | ↘8   |

## Улицы
В деревне имеется одна улица — Первомайская.